# Wet-Tobback
De zogenaamde Wet Tobback (Wet van 10 april 1990 tot regeling van de private en bijzondere veiligheid) bepaalt in België de voorwaarden waarbinnen bewakingsondernemingen en personen actief in de bewakingssector mogen opereren. Ze is genoemd naar toenmalig minister van Binnenlandse Zaken Louis Tobback.

Deze wet werd volledig opgeheven door de wet van 2 oktober 2017 tot regeling van de private en bijzondere veiligheid.

## Toepassingsgebied
De wet is van toepassing op elke rechtspersoon of natuurlijke persoon die voor derden: toezicht uitoefent op en bescherming levert van roerende of onroerende goederen, personen, het vervoer van waarden, het beheer van alarmcentrales, tot zelfs de begeleiding van groepen van personen of uitzonderlijke voertuigen met het oog op de verkeersveiligheid.
Specifiek worden interne bewakingsdiensten, beveiligingsondernemingen, leveranciers van alarmsystemen en alarmcentrales bedoeld, inclusief de veiligheidsagenten die als personeelslid van een openbare vervoersmaatschappij werken in een veiligheidsdienst.

## Vergunning
Voor het aanbieden van zulke diensten is een voorafgaande vergunning nodig van de Minister van Binnenlandse Zaken, na advies van de Dienst voor de Veiligheid van de Staat en van de procureur des Konings. Toestemming bij bewakingsactiviteiten moet verleend worden door de burgemeester van de betrokken gemeente na advies van de korpschef van de lokale politie.

Elke aanbieder moet voor de burgerrechtelijke aansprakelijkheid gedekt zijn door een verzekering.

## Uitoefeningsvoorwaarden
De wet bepaalt onder meer dat personen in deze sector niet mogen veroordeeld geweest zijn tot enige correctionele of criminele straf, dat ze geen werkkleding mogen dragen die aanleiding kan geven tot verwarring met bv. het politie-uniform, op geen enkel ogenblik discriminatie mogen toepassen, geen dwang of geweld mogen gebruiken, behoudens diegene die op basis van de wet op de voorlopige hechtenis toegelaten is. Ze mogen (sinds 2017) wel op plaatsen die risicovol zijn en niet voor het publiek toegankelijk identiteitsdocumenten laten voorleggen, ze mogen echter niet tussenkomen in politieke of arbeidsconflicten. Om dit af te dwingen werd een verplichte opleiding ingericht die een bekwaamheidsattest bewakingsagent aflevert.

## Adviesraad
Er wordt eveneens een "Adviesraad inzake Private veiligheid" opgericht, die de minister van Binnenlandse Zaken adviseert omtrent het beleid.

## Opheffing
Op 8 juni 2017 heeft het Belgische parlement een volledig nieuwe wetgeving hieromtrent gestemd en aangenomen. 

Deze wet is op 2 oktober door de Koning ondertekend en op 31 oktober in het Belgisch Staatsblad gepubliceerd. De wet-Tobback is hierdoor volledig opgeheven.